# 세베루스 왕조
 세베루스 왕조는 세베루스 1세가 로마 제국 황제가 되면서 성립되어, 235년에 세베루스 2세가 살해당하면서 단절된 로마 제국의 왕조이다.

## 역사
192년 12월 31일, 콤모두스가 암살당한 뒤 벌어진 내란에서 도나우 주둔군이 193년에 추대한 셉티미우스 세베루스가 마지막 승리를 거두었다. 트리폴리 출신인 그는 동부인과 자신의 세력 기반인 군대를 우대한 반면 이탈리아인과 원로원을 무시했다. 그는 군대를 증강하고 병사의 봉급을 인상하며 상여금을 많이 주어 군대를 특권계급으로 만들었다. 또 그는 관료제를 강화해 중앙권력을 강화함으로써 관료층인 에퀴테스를 우대하는 동시에 지방자치를 더욱 압박했다. 이러한 조치로 지출이 크게 늘어나자 그는 이탈리아에도 세금을 물렸다. 그의 황제권은 사실상 군대에 의존해 있었으며, 세습에서 황제의 정통성을 찾으려 한 그는 두 아들을 후계자로 지명했다.
211년에 그가 죽자 즉위한 큰 아들 카라칼라(재위 211년 ~ 217년)는 아버지의 정책을 그대로 따랐으나 재정이 계속 궁핍해져 악성 인플레를 낳았다. 그는 또한 제국의 거의 모든 주민에게 시민권을 확대해 제국의 통합을 강화했으나, 동시에 시민권의 가치를 줄이고 군대 충원을 훨씬 더 어렵게 만들었다. 그는 동방 정복을 꿈꾸고 원정을 나갔다가 부하인 마르쿠스 오펠리우스 마크리누스의 지령을 받은 자객에게 암살당했다.
이어 마크리누스가 황제에 올랐으나 군대의 지지를 얻지 못했고 곧 세베루스 가문의 반란으로 218년 살해당했다. 그 뒤 황제가 된 세베루스 가문의 바시아누스는 그가 모시던 신의 이름을 딴 엘라가발루스로 더 잘 알려져 있다. 14세였던 그는 로마인에게 낯선 신을 광적으로 숭배하고 지나친 낭비를 했기 때문에 결국 미움을 사 222년에 살해당했고, 뒤를 이어 세베루스 알렉산데르가 즉위했으나 235년 암살당하고 군인 막시미누스 트라쿠스가 황제가 되었다. 이로써 세베루스 왕조는 무너졌고 로마 제국은 이후 반 세기 동안 큰 혼란에 빠지게 된다.

## 세베루스 왕조가 배출한 황제들

### 제1기
- 셉티미우스 세베루스 (193년 - 211년)
  - 공동황제 게타 (209년 – 211년)
- 카라칼라 (198년 - 217년)

### 비 세베루스 가문
- 마크리누스 (217년 - 218년)

### 제2기
- 엘라가발루스 (218년 - 222년)
- 세베루스 알렉산데르 (222년 - 235년)